# 雷龙湾镇
雷龙湾镇，是中华人民共和国陕西省榆林市横山区下辖的一个乡镇级行政单位。
2015年，陕西省民政厅批复同意撤销雷龙湾乡，设立雷龙湾镇。

## 行政区划
雷龙湾镇下辖以下地区：
雷龙湾村、沙峁村、周界村、韩梁村、酒房沟村、魏沙沟村、永忠村、郝界村、沙梁村、郭梁村、哈兔湾村和黑河村。